# Seznam AAR oznak (V)

## V
- VALE - Valley Railroad
- VALX - Sierra Pacific Power Company; Idaho Power Company
- VC   - Virginia Central Railway
- VCSX - Virginia Chemicals, Inc.
- VCTX - Venture Chemical Company
- VCY  - Ventura County Railway
- VE   - Visalia Electric Railroad
- VENX - GE Rail Services
- VGN  - Virginian Railway; Norfolk Southern
- VGPX - Valley Grain Products
- VIAX - VIAX, Inc.
- VICX - Vista Chemical Company
- VLIX - Fort Howard Paper Company
- VMCX - The Commonwealth Plan, Inc.
- VMEX - Vernor Materials Equipment Company
- VMMX - Vulcan Materials Company (Metals Division)
- VOLX - GE Rail Services
- VOTX - Volunteer Trailblazers, Inc.
- VR   - Valdosta Railway
- VRRC - Vandalia Railroad
- VS   - Valley and Siletz Railroad
- VSO  - Valdosta Southern Railroad
- VT   - Virginia and Truckee Railroad
- VTR  - Vermont Railway
- VUHX - Wagner Mills, Inc.
- VULX - Vulcan Materials Company (Southeast Division)
- VWCX - Vernon Warehouse Company